# Marcantonio Franciotti

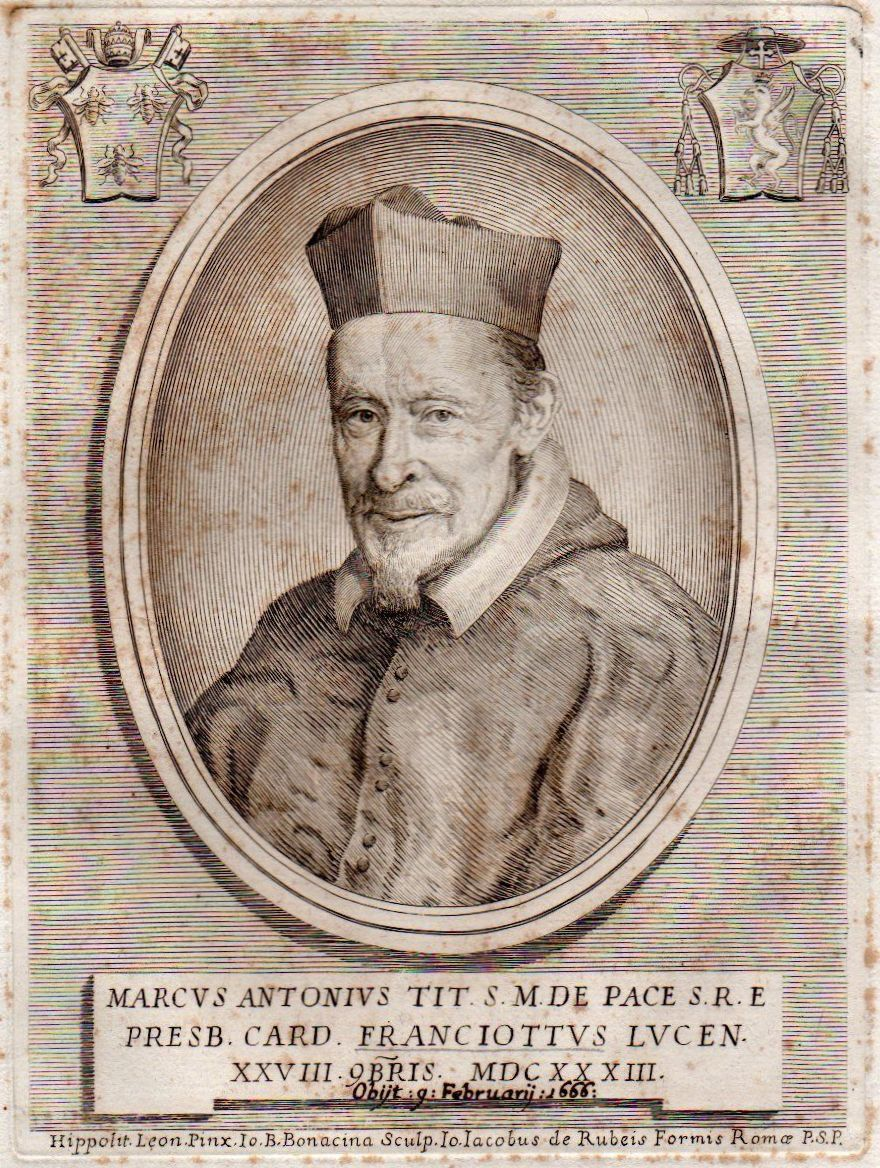
Marcantonio Kardinal Franciotti

Marcantonio Franciotti, auch Marco Antonio Franciotti (* 8. September 1592 in Lyon; †  8. Februar 1666 in Rom) war ein italienischer Bischof und Kardinal.

## Biografie
Franciotti wurde am 8. September 1592 in Lyon als Sohn von Curzio Franciotti und Chiara Balbani geboren und stammt einer alten Lucceser Familie ab.
Papst Urban VIII. erhob ihn am 28. November 1633 in den Rang eines Kardinal in pectore im Konsistorium. Vier Jahre später, am 30. März 1637, wurde er zum Bischof von Lucca ernannt und seine Kardinalserhebung offiziell verkündet. Die Bischofsweihe erfolgte am 19. April 1637.
Im gleichen Jahr, am 17. August 1637 wurde er Kardinalpriester von San Clemente und am 19. Dezember 1639 Kardinalpriester von Santa Maria della Pace.
Am 21. Mai 1640 wurde er zum Legaten der Romagna ernannt. Nachdem sich die Beziehungen zwischen Heiligen Stuhl und dem Herzog von Parma, Odoardo Farnese, verschlechtert hatten, musste sich Franciotti mit den farnesischten Truppen auseinandersetzen. Am 29. November 1642 erhielt er die Nachricht von der Ernennung Antonio Barberinis zum neuen Legaten der Romagna und kehrte nach Rom zurück. Er verließ Rom nie wieder und gab nach dem Tod von Urban VIII. im Jahr 1645 das Bistum Lucca auf.
Franciotti starb am 8. Februar 1666 und wurde in der Kirche Il Gesù begraben.